# マリオ・ジャルデウ・アルメイダ・リベイロ
マリオ・ジャルデウ・アウメイダ・リベイロ（Mário Jardel Almeida Ribeiro、1973年9月18日 - ）は、ブラジル・フォルタレザ出身の元同国代表サッカー選手。ポジションはフォワード。「スーパー・マリオ」と呼ばれる。

## 経歴
スカウトの目に留まり、バスコダガマに加入したが、出場機会に恵まれず、グレミオFBPAにレンタルされると、頭角を現し、エースストライカーとして、1995年コパ・リベルタドーレスでは12ゴールを決め大会得点王になる活躍で、チームを南米王座に導いた。また同年通算44ゴールを決めクラブ年間最多得点数を更新した。1996年レコパ・スダメリカーナのタイトル獲得にも貢献、後のポルトガル・プリメイラ・リーガでは5度の得点王に輝き、通算174試合で183ゴールを挙げる。優れた得点感覚を持つが、精神的に不安定だったことや肉体的な衰えが関係し、セリエA、プレミアリーグ、リーガ・エスパニョーラなど、他の欧州トップリーグでは同じように輝くことが出来なかった。
ブラジル代表では1996年8月ロシア戦でデビューし、2001年のコパ・アメリカのメンバーであった。

## エピソード
バスコダガマからレンタルされる際、資金不足であったグレミオはダイヤルQ2サービスでファンに協力を求め、移籍が実現した。

## 個人成績
| 年度    | クラブ                   | リーグ | 出場 | 得点 |
| ------- | ------------------------ | ------ | ---- | ---- |
| 1993    | ヴァスコ・ダ・ガマ       | A      | 2    | 0    |
| 1994    | ヴァスコ・ダ・ガマ       | A      | 13   | 2    |
| 1995    | グレミオ                 | A      | 13   | 10   |
| 1996-97 | ポルト                   | A      | 31   | 30   |
| 1997-98 | ポルト                   | A      | 30   | 26   |
| 1998-99 | ポルト                   | A      | 32   | 36   |
| 1999-00 | ポルト                   | A      | 32   | 38   |
| 2000-01 | ガラタサライ             | A      | 24   | 22   |
| 2001-02 | スポルティングCP         | A      | 30   | 42   |
| 2002-03 | スポルティングCP         | A      | 19   | 11   |
| 2003-04 | ボルトン                 | A      | 7    | 0    |
| 2003-04 | アンコーナ               | A      | 3    | 0    |
| 2004-05 | ニューウェルズ           | A      | 3    | 0    |
| 2004-05 | アラベス                 | A      | 0    | 0    |
| 2005    | ゴイアス                 | A      | 4    | 1    |
| 2006-07 | ベイラ・マル             | A      | 12   | 3    |
| 2006-07 | アノルトシス             | A      | 7    | 3    |
| 2007-08 | ニューカッスル・ジェッツ | A      | 11   | 0    |
| 2008    | クリシューマ             | A      | 7    | 3    |
| 2009    | フェロヴィアリオ         | 2部    | 9    | 2    |
| 2010    | フラメンゴ-PI            | 2部    |      |      |

## タイトル

### クラブ
ヴァスコ・ダ・ガマ
- カンピオナート・カリオカ : 3 (1992, 1993, 1994)

グレミオ
- コパ・リベルタドーレス : 1 (1995)

FCポルト
- ポルトガル・プリメイラ・リーガ : 3 (1996-97, 1997-98, 1998-99)
- ポルトガル・カップ : 2 (1997-98, 1999-2000)

ガラタサライ
- UEFAスーパーカップ : 1 (2000)

スポルティングCP
- ポルトガル・プリメイラ・リーガ : 1 (2001-02)
- ポルトガル・カップ : 1 (2001-02)

アノルトシス
- キプロス・カップ : 1 (2007)

### 個人
- ポルトガル・プリメイラ・リーガ得点王 : 5 (1996-97, 1997-98, 1998-99, 1999-2000, 2001-02)
- ゴールデンブーツ : 2 (1998-99, 2001-02)
- UEFAチャンピオンズリーグ 得点王 : 1 (1999-2000)
- ポルトガルプリメイラ・リーガ最優秀選手 : 1 (2002)